# Gaston Geens
Gaston Constant Stefaan Antoon Geens (* 10. Juni 1931 in Kersbeek-Miskom, Provinz Limburg, Belgien; † 5. Juni 2002 in Herent-Winksele, Flämisch-Brabant, Belgien) war ein belgischer Politiker. Er war der erste Ministerpräsident von Flandern.

## Biografie
Nach dem Schulbesuch studierte er Rechtswissenschaften sowie Wirtschaftswissenschaften an der Katholischen Universität Löwen und schloss diese Studien mit einer Promotion zum Dr. iur. sowie einem Lizenziat in Ökonomie ab. 1954 wurde er Mitglied des Jugendverbandes der Christen-Democratisch en Vlaams (CD&V). 1961 wurde er zunächst Vizedirektor und dann Direktor des parteinahen Studiendienstes CEPESS und bildete zusammen mit Frank Swaelen und Leo Tindemans zu dieser Zeit die Denkfabrik der CD&V.
Seine eigentliche politische Laufbahn begann er im Oktober 1970 mit der Wahl zum Mitglied des Gemeinderates von Winksele auf der Wahlliste „Winksele Toekomst“ (Winkseler Zukunft).
Nachdem er 1972 Mitglied des Vorstandes der CD&V wurde, wurde er im April 1974 Premierminister Leo Tindemans zum Staatssekretär für Budget und Wissenschaften erstmals in eine Regierung berufen. 1976 wurde er dann Budgetminister.
Nach der Zusammenlegung der Teilgemeinden Veltem-Beisem, Winksele und Herent zur Gemeinde Herent am 1. Januar 1977 war er kurzzeitig Mitglied des Gemeinderates von Herent.
Im Rahmen einer Regierungsumbildung ernannt ihn Tindemans 1977 zum Finanzminister in dessen Kabinett. Dieses Amt bekleidete er auch unter dessen Nachfolgern Paul Vanden Boeynants und Wilfried Martens bis 1980. Zu dieser Zeit war der spätere Premierminister Herman Van Rompuy sein Berater. Zugleich hatte er für einige Zeit 1980 wieder das Amt des Budgetministers inne.

### Ministerpräsident von Flandern 1981 bis 1992
Am 22. Dezember 1981 wurde er Geens Ministerpräsident von Flandern und hatte dieses Amt zu seiner Ablösung durch Luc Van den Brande am 21. Februar 1992 mehr als zehn Jahre inne. Während seiner Amtszeit war er zwischen 1981 und 1988 auch Minister für Wirtschaft und Arbeitsgelegenheiten. Danach war er von 1988 bis 1992 flämischer Minister für Finanzen und Budget.
Da die anfänglichen Bestimmungen vorsahen, dass die Regierungsposten proportional entsprechend dem Stimmenanteil der Parteien zusammengesetzt sein sollte, wurde die erste Regierung Geens aus Vertretern aller Parteien gebildet. Sie amtierte ab dem 22. Dezember 1981 und umfasste vier Minister der CVP (Christelijke Volkspartij), zwei der SP (Socialistische Partij), zwei der PVV (Partij voor Vrijheid en Vooruitgang) und einen der VU (Volksunie). Die zweite Regierung Geens wurde am 10. Dezember 1985 nach der Parlamentswahl in Belgien vom 13. Oktober 1985 nach dem Mehrheitsprinzip gebildet und bestand aus sechs CVP- und drei PVV-Ministern. Am 3. Februar 1988 trat die dritte Regierung Geens zusammen mit erneut sechs CVP- und drei PVV-Ministern. Bei der Zusammenstellung der vierten Regierung galt erneut das Proporzprinzip und sie setzte sich aus elf Ministern zusammen (fünf CVP, drei SP, zwei PVV, einer VU). Diese Regierung war innerlich gespalten, da die PVV nicht der gemeinsamen Regierungserklärung zugestimmt hatte und sich trotz Regierungsbeteiligung quasi wie eine Oppositionspartei verhielt.

### Nach 1992
Für seine politischen Verdienste wurde ihm am 17. Juli 1998 der Ehrentitel eines Staatsministers (Minister van Staat) verliehen.
Am 30. Mai 2009 wurde in Aarschot ein Denkmal für Gaston Geens enthüllt, wobei Herman Van Rompuy, der damalige Ministerpräsident von Belgien, die feierliche Rede hielt.

## Nachweise
1. ↑  Daten von Gaston Geens bei: odis.be
2. ↑  Regeringen Geens. In: vlaanderen.be. Abgerufen am 21. März 2023 (niederländisch).

| Personendaten    | Personendaten                              |
| ---------------- | ------------------------------------------ |
| NAME             | Geens, Gaston                              |
| ALTERNATIVNAMEN  | Geens, Gaston C. S. A.                     |
| KURZBESCHREIBUNG | belgischer Politiker                       |
| GEBURTSDATUM     | 10. Juni 1931                              |
| GEBURTSORT       | Kersbeek-Miskom, Flandern, Belgien         |
| STERBEDATUM      | 5. Juni 2002                               |
| STERBEORT        | Herent-Winksele, Flämisch-Brabant, Belgien |